# ناهول (أسطورة)
ناهول (بالإنجليزية: Nahul)‏ رجل مجهول الأصل في أساطير استرالیا، خرج ذات يوم من الصحراء إلى أرض حدائق تموج بأشجار التين، والنخيل، والأزهار. فسمع صوت بنات تضحك. فتسلل من بين الأشجار ليرى مَن التي تضحك فرأى فتاة غاية في الجمال لها شعر طويل، فأمسكها من شعرها لكنها تخلصت منه، وأرادت أن تلوذ بالفرار إلا أنه قذفها بحفنة من التراب أعمتها عن الطريق فأمسك بها وربطها إلى شجرة، ومسح لها وجهها وجاءها بعسل لتأكل.
ولكنها فيما يبدو لم تكن تعرف ما هو، ولم تفهم لغته "ناهول"، وأدرك أنها خرجت من الماء لهذا أطلق عليها اسم فتاة الماء، وسرعان ما أصبحا صدیقین، ولم يعد بحاجة إلى ربطها بشجرة. وذات يوم بالريف، وسمعت نداء شقيقاتها لها، وعلى الرغم من أنها لم ترد الذهاب إليهن لكنها كانت مضطرة للعودة إلى الماء مرة أخرى، ولم يرها ناهول بعد ذلك قط.